# Parti communiste sud-africain

Le drapeau du Parti communiste sud-africain

Le Parti communiste sud-africain (South African Communist Party ou SACP) est un parti communiste d'Afrique du Sud fondé en 1921. Allié au Congrès national africain (ANC) dans la lutte contre le régime d'apartheid en Afrique du Sud, il fait partie de la triple alliance (en) (SACP, ANC et le syndicat de la COSATU) qui gouverne le pays depuis 1994. Cette organisation fait partie du réseau de solidarité qui organise chaque année une rencontre internationale des partis communistes et ouvriers.

## Historique
Le Parti communiste d'Afrique du Sud est fondé le 30 juillet 1921 au Cap. Il est issu de l'union entre la Ligue internationale socialiste, la Fédération sociale-démocrate du Cap, le Parti communiste du Cap, la Société juive et socialiste du Cap, la Société juive et socialiste de Johannesbourg, le club marxiste de Durban et quelques autres entités locales d'Afrique du Sud.
Selon son manifeste, il proclame sa foi dans l'avènement d'une Afrique du Sud des travailleurs, blancs et noirs, au sein d'un pays débarrassé du système capitaliste et de la distinction entre classes sociales. William H. Andrews, un syndicaliste et ancien parlementaire travailliste qui s'était opposé à l'entrée en guerre au côté du Royaume-Uni en 1914, est alors élu pour être le premier secrétaire général du parti.

### La révolte ouvrière du Rand de 1922
Bien que groupusculaire, le Parti communiste rencontre la sympathie des mineurs blancs du Witwatersrand grâce au militantisme actif de ses adhérents. Les revendications des mineurs du Witwatersrand, hostiles à la libéralisation raciale du marché de l'emploi par les grands conglomérats miniers, avaient reçu le soutien des militants du parti communiste à commencer par Bill Andrews, le secrétaire général du parti.
Bien qu'opposé à la ségrégation raciale, les communistes sud-africains étaient majoritairement des Blancs et, dans leur lutte pour renverser le capitalisme, soutenaient une grève dont l'un des slogans proclamait « Travailleurs de tous pays, unissez-vous pour une Afrique du Sud blanche » (« Workers of the world, unite and fight for a white South Africa! »). Il faut préciser cependant que le SACP condamna ce slogan comme irréaliste et divisant la classe ouvrière.
Au jour de l'an 1922, les mineurs s'étaient mis en grève à la suite de la réduction de leur salaire horaire et au recrutement de nouveaux mineurs noirs. Une dizaine de jours plus tard, plus de 20 000 mineurs blancs et la majorité des ingénieurs des mines cessaient le travail alors que les syndicalistes refusaient toute médiation de Jan Smuts, le premier ministre sud-africain.
Bien qu'ayant proclamé son impartialité, Smuts prit parti pour le patronat minier en demandant la reprise du travail au nom du maintien de l'ordre public. L'épreuve de force se déplaça ainsi vers une confrontation entre le gouvernement et les mineurs. Ces derniers, qui bénéficiaient déjà de conseils stratégiques des militants du parti travailliste et des communistes, reçurent le soutien discret mais non inactif des nationalistes afrikaners. Les grévistes, certains en armes, commencèrent alors à manifester dans les rues des villes minières du Rand, bloquant les artères principales. À Boksburg, la foule refusa de se disperser malgré les injonctions de la police. Les jours suivants, les manifestants défilèrent en chantant leur hymne révolutionnaire intitulé Le drapeau rouge. Le 6 mars 1922, la grève générale était décrétée par l'union syndicale et des exactions commencèrent à ensanglanter le Witwatersrand. Pour Smuts, les grévistes, devenus des insurgés, venaient de mettre au jour leur véritable intention, celle de répandre une « terreur rouge » en Afrique du Sud pour aboutir à une révolution communiste. Il réquisitionna l'armée afin de rétablir l'ordre, arma la police à qui il donna l'autorisation de tirer et proclama la loi martiale le 10 mars.
À ce moment, l'ensemble du Reef (la zone minière du Rand) est sous le contrôle des insurgés, bien armés et bien organisés. Smuts fit donner l'assaut contre le quartier général des insurgés et ordonna à l'aviation de bombarder les centres de résistance. Les insurgés résistèrent à Benoni, Boksburg, Brixton, Langlaagte et Fordsburg où les derniers résistants étaient ensevelis sous les bombes. Le 18 mars au soir, la révolution du Rand était terminée. L'insurrection avait échoué. Près de 200 personnes avaient été tuées, principalement des mineurs et des policiers. Plus de mille autres avaient été blessées.
Politiquement, le Parti communiste était en échec car les anciens grévistes préféraient rejoindre les rangs des nationalistes afrikaners et ceux du Parti travailliste de Frederic Creswell que de rejoindre ceux qui promettaient de mettre à bas le système capitaliste.

### Réorientation politique
En 1923, Bill Andrews était élu au comité exécutif de l'internationale communiste et passait la majeure partie de l'année en Russie laissant le poste de secrétaire général à Sidney Percival Bunting.
Lors de son congrès annuel, le Parti communiste d'Afrique du Sud décidait de s'affilier au Parti travailliste sud-africain (South African Labour Party) mais celui-ci refusa. Lors des élections générales de 1924, il apporta néanmoins son soutien à la coalition politique entre le Parti national de James B. Hertzog et le Parti travailliste, sa principale préoccupation étant de faire battre Jan Smuts. La défaite de ce dernier acquise, le Parti communiste condamna l'entrée des travaillistes dans le nouveau gouvernement sud-africain.
Lors de son congrès annuel de 1924, sous les recommandations du Komintern, le SACP renonçait à promouvoir la solidarité entre ouvriers blancs et noirs et adoptait le principe d'africanisation du parti. Après avoir rejeté la proposition d'une nouvelle demande d'affiliation au Parti travailliste, l'africanisation avait été adoptée sous l'impulsion de jeunes radicaux comme Eddie Roux et Willie Kalk, qui encourageaient leurs camarades à militer auprès des jeunes noirs des townships. Si cette africanisation s'effectua rapidement, c'est que de nombreux blancs, refusant à la fois le mélange racial et le principe d'une Afrique du Sud gouvernée par les noirs, quittaient le parti. Sous la pression de Moscou, le parti s'organise en petites cellules révolutionnaires.
Dès 1925, la majorité des militants communistes étaient ainsi issus de la communauté noire.
En 1928, le Parti communiste se prononça pour la première fois en faveur d'une république indigène en Afrique du Sud. Si 1 600 de ses 1 750 membres étaient des noirs, le parti restait dirigé par Sidney Percival Bunting, un blanc. Celui-ci pourtant se rendit en Russie où il protesta contre la décision du Komintern de soutenir le principe de la république indigène (Native republic).
Lors des élections générales de 1929, Sidney Percival Bunting était le candidat communiste au Transkei dans une circonscription où la moitié des électeurs étaient des noirs. Il n'est cependant pas élu.
Entre 1930 et 1950, le parti commença à entretenir des relations avec le Congrès national africain (ANC) bien que ce dernier ait rejeté toute affiliation envers l'idéologie communiste dès 1930. Face à la difficile question de la relation entre oppression coloniale et exploitation de classe, le Parti communiste développa le concept de « colonialisme d’un type spécial », où colons et colonisés cohabitent sur le même territoire, théorie explicitée dans le document The Road to South African Freedom. Durant cette époque, plusieurs dirigeants du parti en sont exclus. Bill Andrews est expulsé avant d'être réintégré en 1937 et de devenir en 1940 le président du parti. En 1931, Sidney Percival Bunting est à son tour exclu. Il rédigea un pamphlet dans lequel il en appela à un ordre socialiste sur tout le continent africain avant de mourir à la suite d'une grève de la faim en 1936.
En 1935, réduit à un état de groupuscule, le Parti communiste d'Afrique du Sud, mal géré ne comptait plus que 150 membres.
À partir de 1938, l'homme fort devint Sam Kahn, élu au conseil municipal du Cap (1943-1952) et au parlement sud-africain par les électeurs de couleurs de la circonscription du Cap-Occidental (1949-1950). À la même époque, des conseillers municipaux communistes étaient aussi élus à Johannesbourg, Durban et East London.
En 1948, le parti adopta le principe de lutte pour le "majority rule", c'est-à-dire l'idée, opposée à l'Apartheid, voulant que la majorité de la population devait décider du sort du pays, quelle que soit sa couleur de peau, le principe du vote démocratique en somme.
En 1950, il était interdit en vertu de la loi de suppression du communisme.

### L'alliance avec l'ANC dans la lutte contre l'apartheid
À partir de 1950, le Parti communiste, désormais clandestin, s'engagea dans une voie de collaboration étroite avec le Congrès national africain et adopta un programme non racial proclamant l'égalité des droits entre tous les sud-africains quelle que soit leur race. Il encouragea la double appartenance entre les membres noirs du SACP et de l'ANC (alors non ouverte aux blancs) tandis que les communistes blancs formaient le Congrès des Démocrates, allié lui-même à l'ANC sous les principes édictés par la charte des libertés en 1955. Celle-ci professait l'avènement d'une Afrique du Sud non raciale et démocratique.

### La lutte armée
Au début des années 1960, après le massacre de Sharpeville, la nouvelle génération de leaders de l'ANC comme Nelson Mandela et Walter Sisulu décidèrent d'engager la lutte armée contre le gouvernement sud-africain. Ils s'allièrent avec les dirigeants du Parti communiste pour fonder Umkhonto we Sizwe (la lance de la Nation) qui commença une campagne de sabotages afin de déstabiliser l'économie du pays.
Mais rapidement, les leaders de Umkhonto et les principaux chefs de l'ANC furent arrêtés et envoyés au bagne de Robben Island laissant Umkhoto sous la direction de Joe Slovo, le chef du Parti communiste.
En exil, les liens entre l'ANC et le SACP se renforcèrent d'autant plus que les pays du bloc de l'Est étaient les principaux fournisseurs d'armes de l'ANC et finançaient l'entrainement des recrues pour la guérilla. Joe Slovo et son épouse Ruth First se chargeaient pendant ce temps de la propagande notamment axée sur l'idéologie du combat révolutionnaire dans lequel l'ANC s'était engagé bien que celle-ci n'ait jamais rompu avec la social-démocratie. 
Au début des années 1990, alors que Chris Hani avait succédé à Joe Slovo à la direction d'Umkhoto, le Parti communiste sud-africain renonçait aux principes révolutionnaires pour participer aux négociations constitutionnelles avec le gouvernement sud-africain et les différents partis politiques parlementaires et extra-parlementaires.

### La triple alliance
La triple alliance forgée dans le combat contre l'apartheid entre l'ANC, le Parti communiste et la centrale syndicale COSATU se maintint durant les négociations et après la victoire électorale de l'ANC aux élections du 27 avril 1994, Joe Slovo entra dans le premier gouvernement formé par Nelson Mandela bien que la rupture avec le capitalisme et l'économie de marché, prônée par le SACP, ait été abandonnée par l'ANC. L'idéologie du parti s'inscrit et s'inspire désormais du socialisme.

## Liste des secrétaires généraux
1921 : William H. Andrews (en)
1925 : Jimmy Shields (en)
1929 : Douglas Wolton (en)
1929 : Albert Nzula (en)
1932 : J. B. Marks (en)
1933 : Moses Kotane
1936 : Thabo Edwin Mofutsanyana (en)
1938 : Moses Kotane
1978 : Moses Mabhida
1984 : Joe Slovo
1991 : Chris Hani
1993 : Charles Nqakula (en)
1998 : Blade Nzimande